# Schiedsrichter
Ein Schiedsrichter (auch Spielleiter oder Unparteiischer genannt, im Jargon auch Schiri) ist eine möglichst unparteiische Person, die bei einer Sportart mit mehreren gegeneinander antretenden Parteien, Mannschaften oder Spielern das Spiel leitet. Er überwacht den regelgerechten Spielverlauf durch Tatsachenentscheidungen sowie Zeitnahmen und ahndet regelwidriges Verhalten durch disziplinarische Maßnahmen.
Ein Schiedsrichter muss alle Regeln sicher beherrschen. Die Verbände vieler Sportarten geben dazu Regelbücher heraus und verlangen von ihren Unparteiischen die Teilnahme an Fortbildungen und entsprechenden Schulungen zum Lizenzerhalt. Außerdem hat der Schiedsrichter in den durch Verbände geregelten Sportarten die Pflicht, einen Spielbericht zu verfassen. In diesem Dokument werden alle Teilnehmer, Ergebnisse und wichtigen Ereignisse des Spiels aufgeführt. Er wird in der Regel an einen übergeordneten Verband gesendet.
Sowohl beim Boxen, als auch beim Wrestling, werden die Schiedsrichter „Ringrichter“ genannt, während sie beim Sumō als „Gyōji“ bezeichnet werden.

## Anfechtbarkeit von Entscheidungen
Schiedsrichter treffen Entscheidungen, die von Fans manchmal nicht akzeptiert werden. Beim American Football, dem Eishockey, im Fußball und in seltenen Fällen beim Handball ist es dem Schiedsrichter möglich, seine Entscheidung nach der Einsicht einer Videoaufzeichnung bzw. unter Hinzuziehen eines Videoassistenten nachträglich zu ändern. Hingegen gilt im Schwimmsport das Prinzip der Tatsachenentscheidung: Entscheidungen des Schiedsrichters sind in der Regel nicht anfechtbar.
Durch diese Unanfechtbarkeit erlangt der Schiedsrichter oft einen höheren Stellenwert als das im Sport eigentlich anzustrebende Fair Play es vorsieht: In einigen Sportarten wird schon im Training geübt, wie man Fouls begeht, ohne dass es der Schiedsrichter bemerkt. Andererseits versuchen Spieler oft, den Schiedsrichter durch gespieltes oder übertriebenes Hinfallen (sogenannte Schwalben) zu täuschen. Um diesem Trend etwas entgegenzusetzen, gibt es Sportarten wie beispielsweise Ultimate, bei denen es selbst in der Weltmeisterschaft keinen Schiedsrichter gibt. Das Regelwerk ist in diesen Fällen so konzipiert, dass Meinungsverschiedenheiten bei Regelverstößen auf einfache Art geregelt werden können.
Ein Schiedsrichter muss eine starke Persönlichkeit sein, da er oft kritisiert und manchmal auch beleidigt oder bedroht wird.

## Schiedsrichter in einzelnen Sportarten

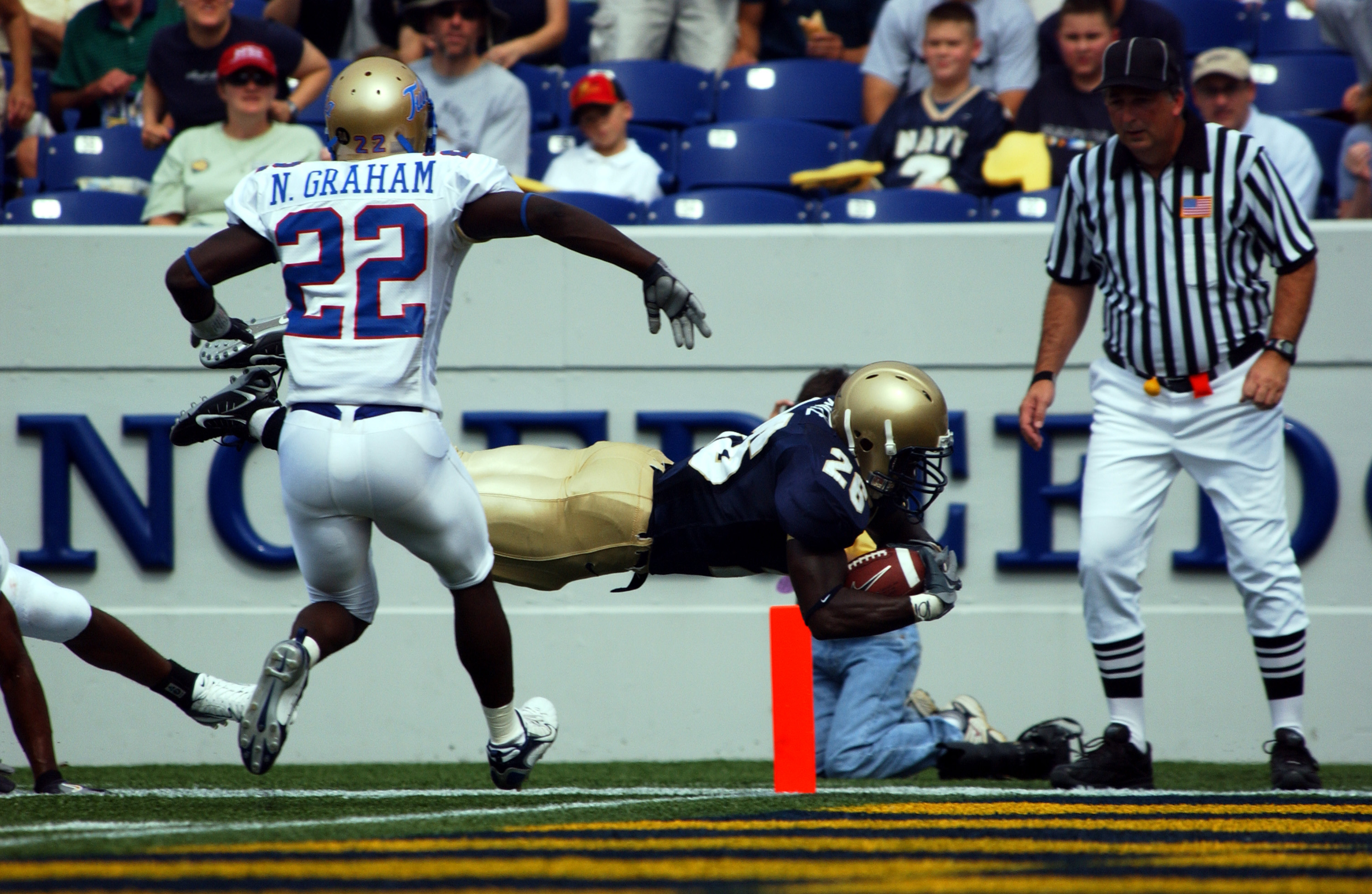
Ein Schiedsrichter (rechts) beobachtet einen Touchdown.

### American Football
Aufgrund der Komplexität und des oft unübersichtlichen Spielgeschehens gibt es beim American Football eine ganze Schiedsrichter-Crew. Sie besteht aus mindestens vier, in den Amateurligen normalerweise fünf und in den höheren Ligen sieben Schiedsrichtern, wobei jeder Schiedsrichter einen bestimmten Bereich des Spielfeldes beobachtet und für spezielle Aufgaben zuständig ist.
Oberschiedsrichter ist der Referee, umgangssprachlich wegen seiner weißen Mütze hin und wieder auch Whitecap genannt. In der Regel positioniert er sich hinter dem Quarterback und richtet über Downs und Strafen. Weitere Schiedsrichter sind der Umpire, welcher sich hinter der Defensive Line aufstellt und meistens den Ball sichert und für den nächsten Spielzug positioniert. An die Line of Scrimmage stellen sich jeweils auf einer Seite der Head Linesman und der Line Judge. Ersterer ist für die Chain Crew verantwortlich. Für alle Aktionen im hinteren Teil des Feldes sind Back Judge, Field Judge und Side Judge zuständig. Normalerweise ist einer dieser drei Schiedsrichter für die Zeitmessung verantwortlich.
Zur Ausrüstung der Schiedsrichter gehören unter anderem die gelben Flaggen zum Markieren eines Fouls und die weißen (NCAA) resp. blauen (NFL) Beanbags zum Markieren wichtiger Spots.

### Badminton
Ähnlich wie beim Tennis sitzt der Hauptschiedsrichter erhöht am Netz. Ihm gegenüber sitzt der Aufschlagrichterauf einem normal hohen Stuhl. Linienrichter überwachen Übertretungen an diesen Stellen.
Hier gibt es gegebenenfalls einen übergeordneten Referee.

### Basketball
Grundsätzlich leiten jeweils zwei Schiedsrichter zusammen ein Spiel. Ausnahmen sind zum Beispiel die deutsche Basketball-Bundesliga (BBL), europäische und internationale Wettbewerbe unter Aufsicht der ULEB bzw. der FIBA oder die NBA. Hier leiten jeweils drei Schiedsrichter ein Spiel. Alle Schiedsrichter sind gleichberechtigt, obwohl eine Unterscheidung in einen ersten und einen zweiten Schiedsrichter (bzw. bei drei Schiedsrichtern in einen ersten und zwei zweite Schiedsrichter) stattfindet. Diese Unterscheidung hat aber eher formale Aspekte. Die Schiedsrichter werden von einem Kampfgericht unterstützt, das aus einem Anschreiber, einem Zeitnehmer und einem 24-Sekunden-Zeitnehmer besteht. In höheren Ligen und Wettbewerben wird dieses Kampfgericht von einem Technischen Kommissar überwacht.

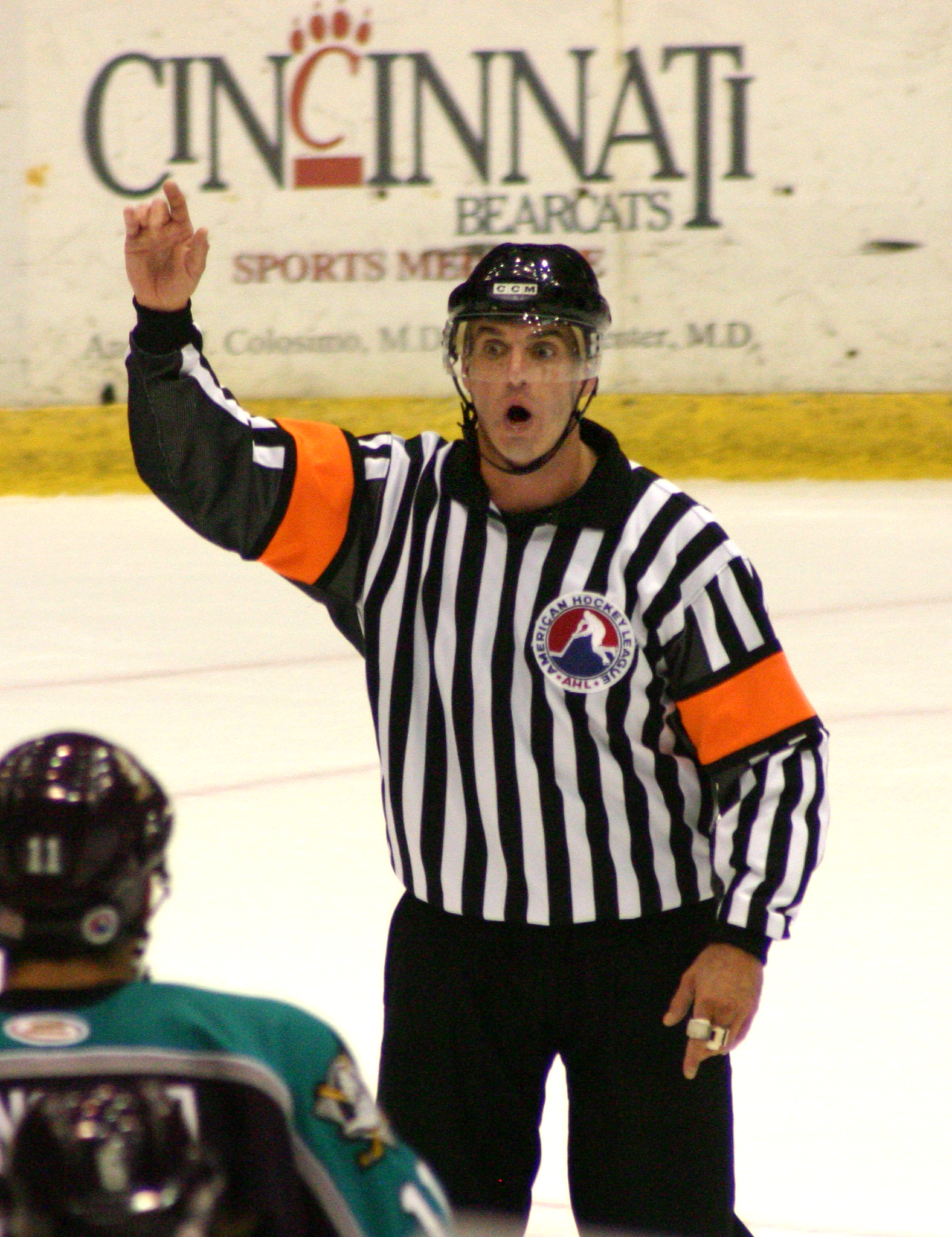
Eishockeyschiedsrichter

### Eishockey
Beim Eishockey gibt es auf dem Eis in der Regel drei Schiedsrichter: einen Hauptschiedsrichter, erkennbar an roten, 8 cm breiten, Armbändern im oberen Teil der Ärmel und zwei Linienrichter. In unteren Ligen wird oft auf ein System mit zwei gleichberechtigten Schiedsrichtern zurückgegriffen, während in der NHL, der EBEL und der DEL ein System mit vier Schiedsrichtern (zwei Hauptschiedsrichter, zwei Linienrichter) Anwendung findet.
Die Linienrichter sind vor allem für Abseitsentscheidungen bzw. unerlaubte Weitschüsse (Icings) zuständig und führen außer nach Toren oder zu Drittelbeginn sämtliche Bullys durch. Im Gegensatz zu anderen Sportarten kann ein Linienrichter im Eishockey das Spiel durch einen Pfiff unterbrechen, wenn er bestimmte Regelverstöße feststellt. Das Schiedsrichtergespann wird vom Kampfgericht, das aus einem Spiel- und Strafzeitnehmer, zwei Strafbankbetreuern und dem Stadionsprecher besteht, unterstützt. In internationalen Spielen werden außerdem noch so genannte Off-Ice-Offizielle eingesetzt: Torrichter, Video-Torrichter (kontrolliert strittige Torszenen) und Punktrichter (entscheiden, welchem Spieler ein Tor bzw. ein Assist zugesprochen wird) eingesetzt.
Die Aufgaben der Offiziellen im Eishockey sind in den offiziellen Eishockeyregeln der IIHF im Abschnitt 3 „Offizielle und ihre Pflichten“ beschrieben.

### Fechten
Die Partien werden vom Obmann geleitet. Seine Assistenten sind die Seitenrichter, der Schreiber und der Zeitnehmer.

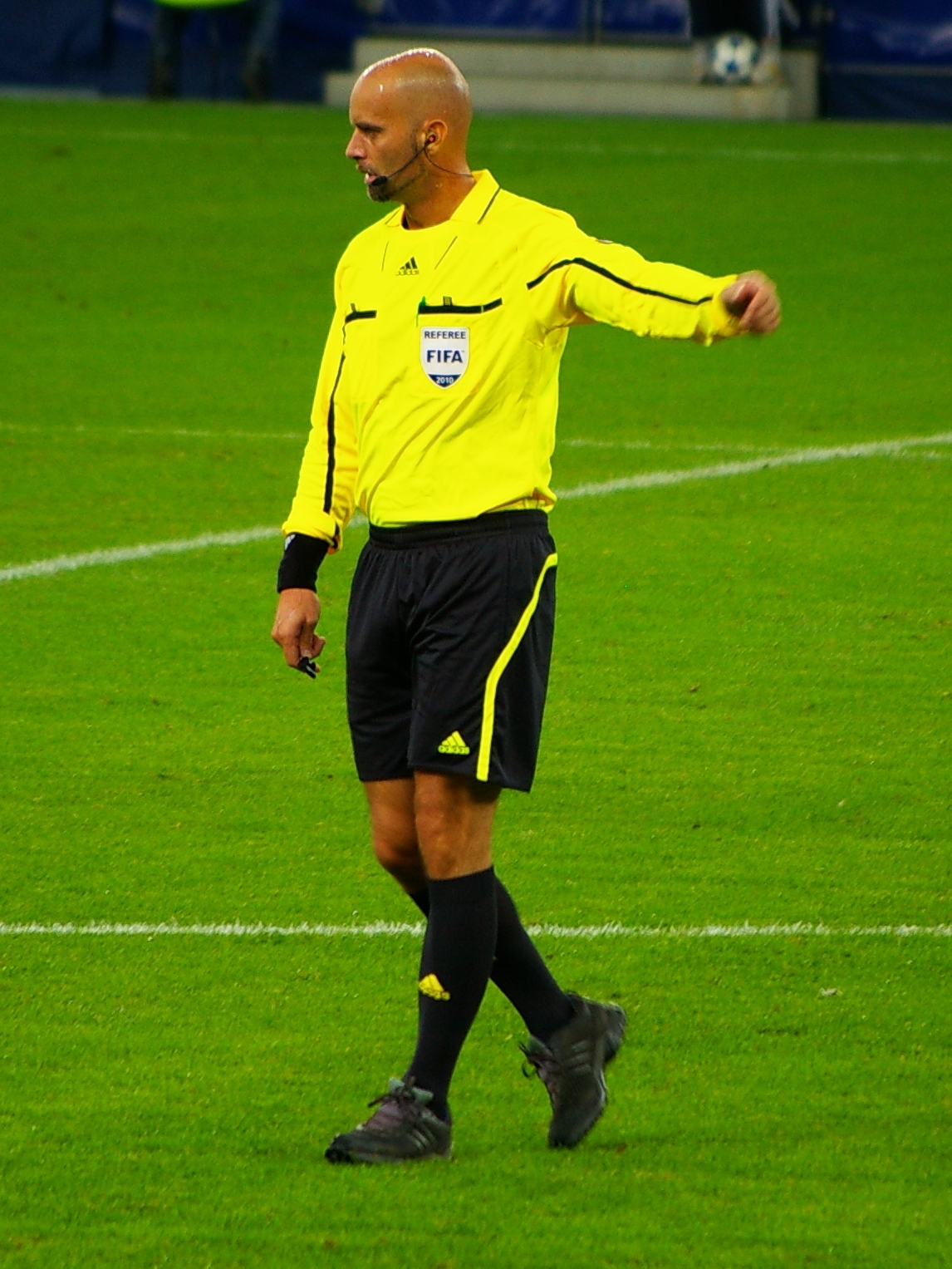
FIFA-Schiedsrichter Stefan Johannesson während eines Qualifikationsspiels zur UEFA Championsleague 2010/11 FC Salzburg – Omonia Nikosia

### Fußball
1874 wurde vom englischen Fußballverband der erste Schiedsrichter eingeführt. Er sollte das Spiel als Unparteiischer leiten. Beim Fußballschiedsrichter gibt es in der Regel ab der Kreisliga neben dem Schiedsrichter noch zwei Schiedsrichterassistenten an den Seitenlinien (früher Linienrichter) und in der Bundesliga sowie in internationalen Spielen einen sogenannten Vierten Offiziellen, der die Auswechslungen durchführt, die Trainerbänke im Auge behält, die vom Schiedsrichter festgelegte Nachspielzeit anzeigt oder aber gegebenenfalls als Ersatzschiedsrichter fungiert. In den europäischen Wettbewerben Champions League und Europa League gibt es optional zusätzlich zwei Torrichter, die auf Höhe der Torlinie positioniert sind und den Schiedsrichter bei Entscheidungen über Aktionen im Strafraum unterstützen.
Die Assistenten beschränken sich in ihrem Aktionskreis auf die rechte Seitenlinie je einer Spielhälfte und decken dabei die vom Schiedsrichter, der bis auf notwendige spielbedingte Abweichungen diagonal über das Feld läuft, weiter entfernten Bereiche ab. Das ist meist der Bereich von der seitlichen Strafraumlinie bis zur Mittellinie. Sehr hilfreich ist der Assistent bei der Abseitsentscheidung. Durch seine Laufstellung an der Seitenlinie hat der Assistent den besten Einblick, ob ein angreifender Spieler bei der Ballabgabe der Torlinie näher als der vorletzte Abwehrspieler (inkl. Torhüter) steht. Der Assistent hilft dem Schiedsrichter aber auch bei Ein- und Auswechslungen, Foulspielen und Tätlichkeiten, welche hinter dem Rücken des Schiedsrichters passieren.
Bekannte Fußballschiedsrichter der Vergangenheit waren beispielsweise die FIFA-Schiedsrichter Pierluigi Collina (Italien), Anders Frisk (Schweden), der Schweizer Urs Meier oder der Leipziger Rudi Glöckner, der als bislang einziger Deutscher ein Weltmeisterschaftsendspiel leitete – bei der Fußball-Weltmeisterschaft 1970 in Mexiko.
Im Zuge des Wettskandals 2005 spielte vor allem der ehemalige DFB-Schiedsrichter der 2. Bundesliga und der Regionalliga Nord, Robert Hoyzer, eine unrühmliche Rolle.
Man darf frühestens ab dem zwölften Lebensjahr Schiedsrichter werden. In manchen Schiedsrichterkreisen werden auch Ausnahmen gewährt. Einige Schiedsrichtergruppen heben auf Grund der hohen Fluktuation neu ausgebildeter Schiedsrichter das Mindestalter auf 16 Jahre an.

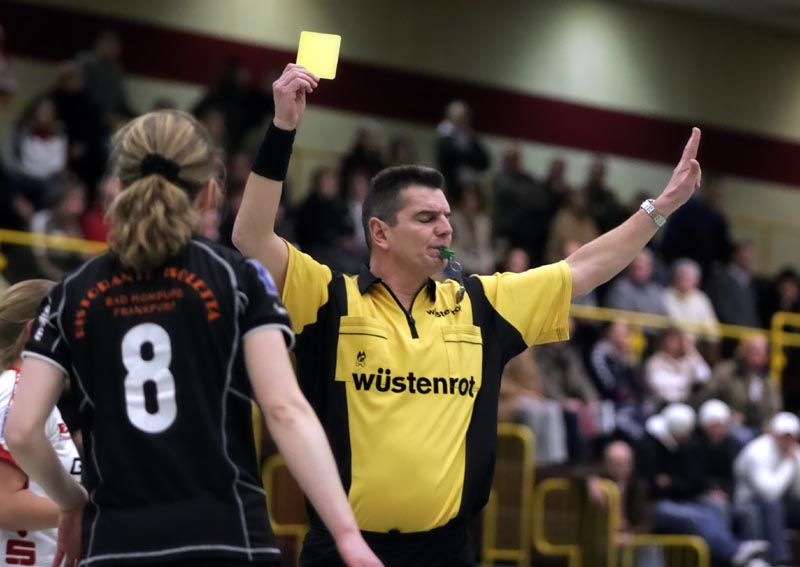
Ein Handballschiedsrichter zeigt die gelbe Karte.

### Handball
Ein Handballspiel wird von zwei gleichberechtigten Schiedsrichtern geleitet. In Ausnahmefällen (wie kurzfristige Erkrankung) kann ein Spiel auch von nur einem Schiedsrichter geleitet werden. Im Jugendbereich und in den unteren Spielklassen auch im Erwachsenenbereich, ist in den meisten Regionen nur ein Schiedsrichter vorgesehen. Dies wird dann in den jeweiligen Durchführungsbestimmungen der Verbände geregelt. Ab der Bezirks-, teilweise Landesebene, sind Schiedsrichter prinzipiell nur noch zu zweit auf dem Feld aktiv.
Die Mannschaften befinden sich üblicherweise zwischen den beiden Schiedsrichtern, die, aufgrund ihrer Position auf dem Spielfeld, als Tor- bzw. Feldschiedsrichter bezeichnet werden. Die Schiedsrichter stehen diagonal versetzt, damit sie jeweils eine Seitenauslinie genau im Blick haben. Wechselt der Ballbesitz, so wechselt automatisch auch die Position der Schiedsrichter (Torschiedsrichter wird zum Feldschiedsrichter und umgekehrt). Um regelmäßig einen anderen Blickwinkel zu bekommen, wird etwa alle zehn Minuten (meist nach einem Torerfolg, oder während einer Spielunterbrechung) ein so genannter langer Wechsel durchgeführt. Das bedeutet, die Schiedsrichter tauschen ihre Positionen so, dass sie die jeweils andere Mannschaft direkt vor sich haben. Hinzu kommt, dass die Schiedsrichter in der Regel alle fünf Minuten die Seite wechseln (kurzer Wechsel).
Handball-Schiedsrichter gehören zu den mit am meisten Beanspruchten im Schiedsrichterwesen. Dies ist auf die verhältnismäßig häufig benötigten Entscheidungsfindungen in dieser Sportart zurückzuführen (nach diversen Studien bis zu zehnmal so viele Entscheidungen in einem Spiel wie etwa beim Fußball).

### Hockey (Feld- und Hallenhockey)
Hockey wird sowohl im Feld als auch in der Halle von zwei Schiedsrichtern geleitet, wobei im Hallenhockey ein bis zwei Zeitnehmer assistieren. In unteren Ligen ist es üblich, dass jede Mannschaft einen Schiedsrichter stellt, ansonsten werden neutrale Schiedsrichter angesetzt. Durch die Schnelligkeit des Spiels und die geringe Größe des Balles ist die Leitung eines Hockeyspiels höchst anspruchsvoll. Beide Schiedsrichter sind gleichberechtigt und teilen sich das Spielfeld durch eine gedachte Diagonale untereinander auf. Im Feldhockey darf im Schusskreis jeweils nur ein Schiedsrichter Entscheidungen treffen, kann seinen Kollegen aber um Rat fragen. Neben der Pfeife gehören drei Karten zur Ausrüstung des Schiedsrichters: grün (kurze Zeitstrafe), gelb (längere Zeitstrafe) und rot (Feldverweis auf Dauer). Die Kommunikation der Schiedsrichter wird seit einiger Zeit in internationalen Spielen durch Funkgeräte erleichtert, außerdem wird dort neuerdings auch mit einem Videoschiedsrichter gearbeitet, der allerdings nur dann konsultiert werden darf, wenn zu entscheiden ist, ob ein gültiges Tor erzielt worden ist. Im internationalen Hockey werden die Schiedsrichter außerdem durch sogenannte Judges und Technical Officers unterstützt. Bekannteste deutsche Schiedsrichter sind bei den Damen Ute Conen (Grevenbroich), bei den Herren Richard Wolter (Braunschweig) und Christian Blasch (Mülheim/Ruhr) sowie Fabian Blasch (Mülheim/Ruhr), Hans Werner Sartory (Neuss), Christian Deckenbrock (Köln), Tobias Busse (Neuss) und Gaby Schmitz (Köln).

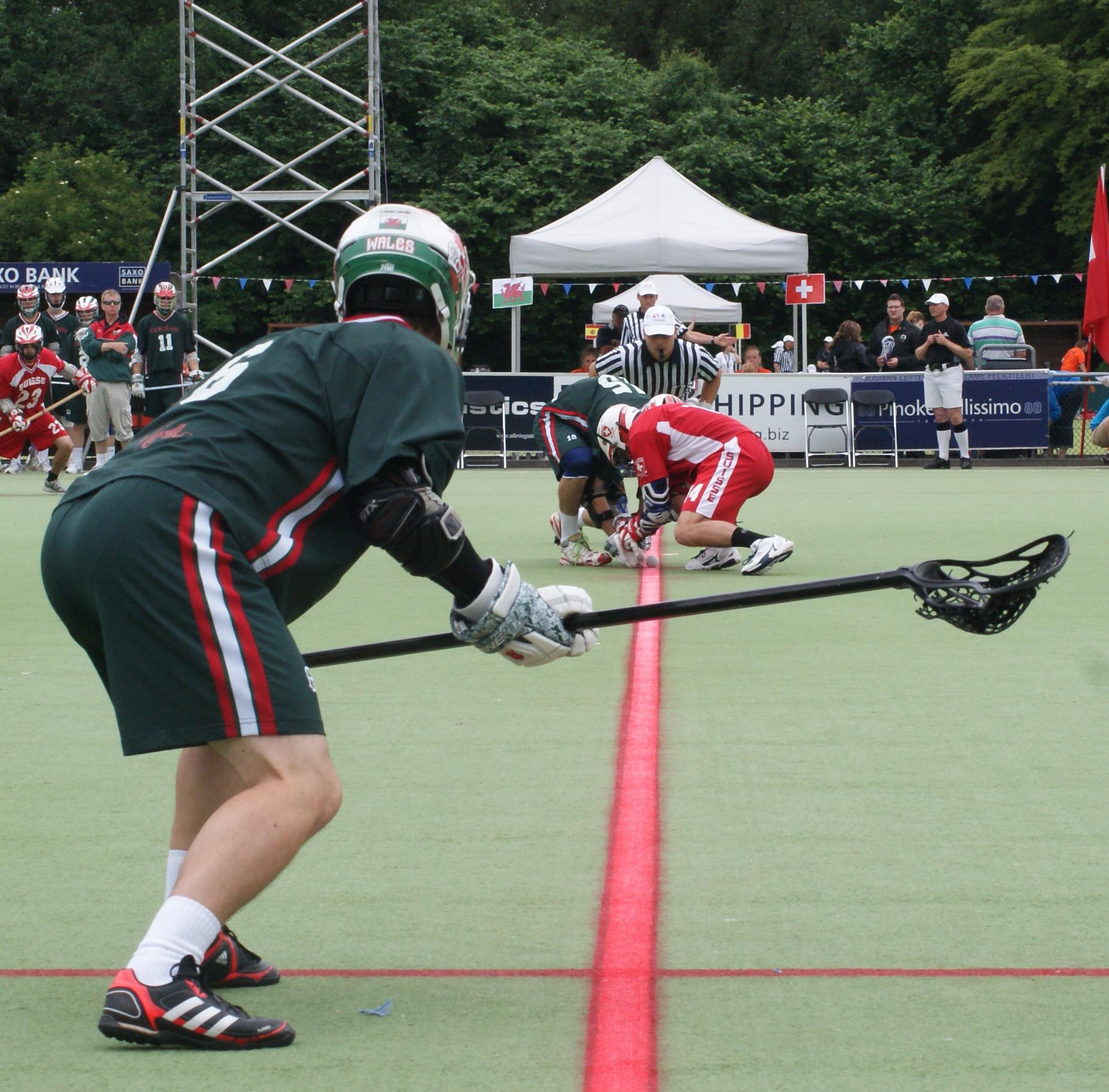
Lacrossereferee beim Faceoff Wales vs. Suisse bei den European Lacrosse Championships 2012 in Amsterdam

### Lacrosse
Beim Lacrosse besteht das Schiedsrichtergespann aus fünf Offiziellen, die bei den Herren „Referee“ und bei den Damen „Umpire“ genannt werden. Von den fünf Schiedsrichtern sind drei Gleichberechtigte auf dem Spielfeld, von denen einer der Hauptschiedsrichter (Headreferee) ist, der im Zweifelsfall die anderen beiden überstimmen kann. Die Feldschiedsrichter überwachen gemeinsam alle Aktionen auf dem Spielfeld und benennen auch nach den Toren die dazugehörigen Schützen und Assists. Da es oft Abseits vom Ball zu Regelverstößen kommt, teilen sich die Feldschiedsrichter das Spielfeld in verschiedene Beobachtungszonen auf. Zusätzlich sind in der Wechselzone (Gate) zwei Schiedsrichter, der CBO (Chief Bench Official – Bankschiedsrichter) und der BM (Benchmanager – Bankmanager), aufgestellt. Der CBO ist für die Regelverstöße in der Wechselzone zuständig und der BM unterstützt den CBO sowie die Zeitnehmer und Anschreiber und stellt den Ersatzschiedsrichter für die Feldschiedsrichter dar, falls es unter diesen zu einem Ausfall kommen sollte. In den deutschen Ligen wird bis auf die Playoffs und die deutsche Meisterschaft oft auf den BM verzichtet. In unteren US-amerikanischen Ligen werden Lacrossespiele oft von nur zwei Feldschiedsrichtern geleitet und auf die Bank komplett verzichtet.

### Pétanque

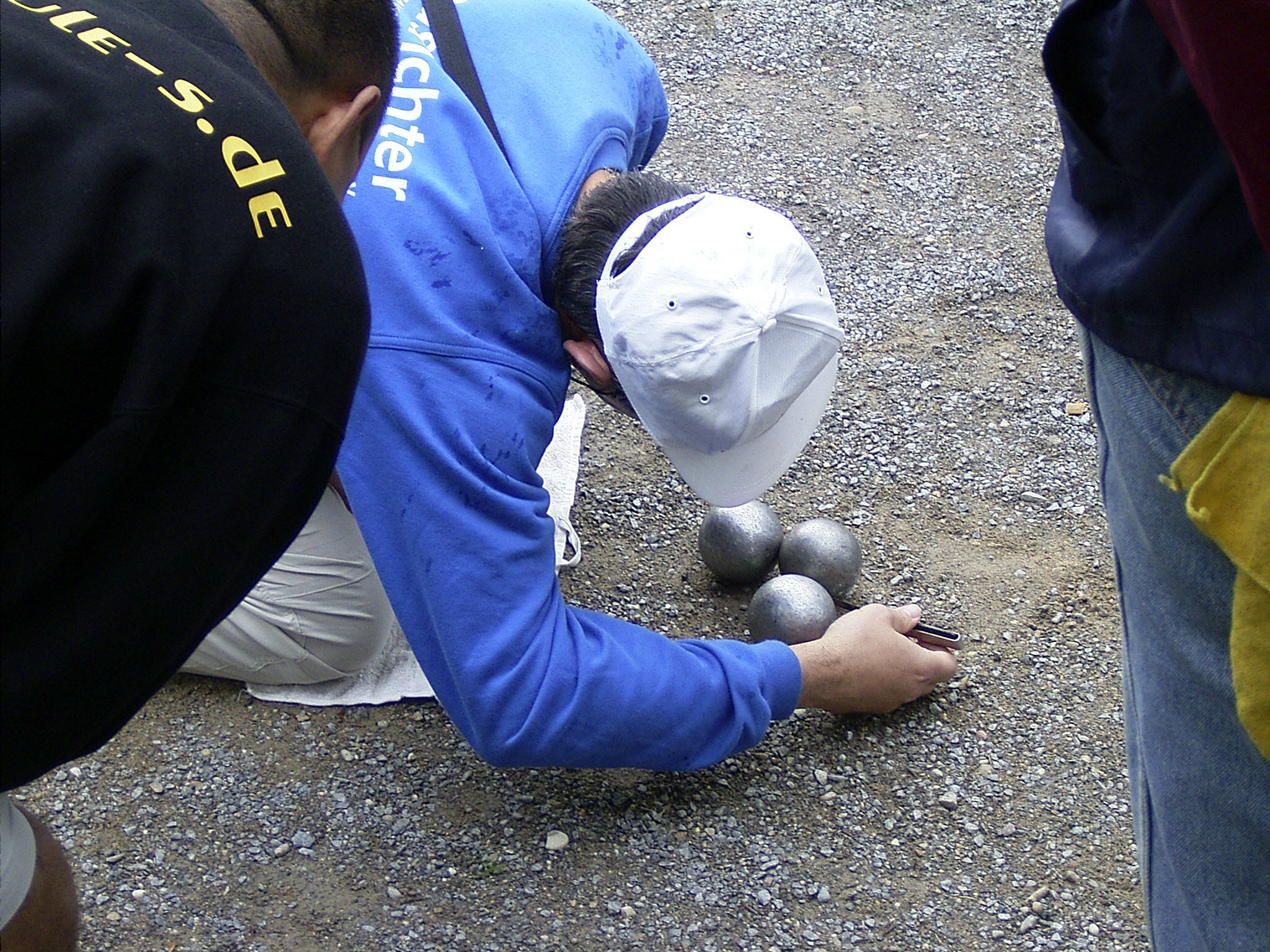
Ein Pétanque-Schiedsrichter misst mit einem Zirkel

Im Pétanque beträgt das Mindestalter für Landesverbands-Schiedsrichter 21 Jahre und für LV-Jugendschiedsrichter 16 Jahre. Das Mindestalter für DPV-Schiedsrichter im Deutscher Boccia-, Boule- und Pétanque-Verband beträgt 25 Jahre.

### Rugby
Beim Rugby gibt es ähnlich wie beim Fußball einen Hauptschiedsrichter plus zwei Linienrichter. Bei internationalen Spielen und anderen großen Turnieren gibt es einen zusätzlichen Schiedsrichter (video referee), der abseits des Feldes Videowiederholungen begutachtet und mit dem Hauptschiedsrichter per Funk in Verbindung steht, um so über strittige oder uneinsehbare Spielzüge zu entscheiden. Der Hauptschiedsrichter leitet das Spiel, während die Linienrichter üblicherweise nur Fouls und Seitenaus anzeigen. In höherklassigen Ligen notieren sie zusätzlich noch die erzielten Punkte und die Auswechslung.
Die Besonderheit des Rugby-Schiedsrichters ist, dass er nicht nur Regelverstöße pfeift, sondern auch präventiv in das Spielgeschehen eingreift. Er kommuniziert während des Spiels aktiv mit den Spielern und hilft so Regelverstöße schon im Vorfeld zu verhindern. Ziel ist es, das Spiel sehr dynamisch und damit für den Zuschauer attraktiv zu halten. Der wichtigste Grundsatz eines Rugby-Schiedsrichters ist die Sicherheit auf dem Spielfeld. Da Rugby ein sehr körperbetonter Sport ist, gilt der Unversehrtheit der Spieler das höchste Augenmerk.
Ein Schiedsrichter hat während des Spiels verschiedene Möglichkeiten, Fehler und Foulspiel zu ahnden. Die einfachste Möglichkeit ist das Gedränge, das meist nach leichten technischen Fehlern angesetzt wird. Als Nächstes kommt der Freitritt, der nach meist technischen Fouls bzw. nach Zeitspiel angewandt wird. Der Straftritt wird meist bei gröberen oder wiederholten Foulspiel angewandt. Zusätzlich dazu hat der Schiedsrichter die Möglichkeit, einen Spieler (oder die Mannschaft) zu ermahnen. Nach einer Ermahnung folgt beim nächsten gleichartigen Regelverstoß die Verwarnung und damit Gelbe Karte, die zehn Minuten Zeitstrafe bedeutet. Die höchste Bestrafung ist die Rote Karte, die den Ausschluss des Spielers vom Spiel bedeutet.

### Schwimmsport
Beim Schwimmsport haben der oder die Schiedsrichter ein ganzes Kampfgericht unter sich, bestehend aus Zeitnehmern, Wenderichtern, Zielrichtern, Startern, Schwimmrichtern, Auswertern und Protokollführern. Diese unterstützen den/die Schiedsrichter gemäß ihrer Funktion durch ihre Beobachtungen und ihre Aktivitäten. Bei Unregelmäßigkeiten werden Beanstandungen geschrieben, wobei die endgültige Verantwortung über Ahndungen bei den Schiedsrichtern liegt.

### Snooker

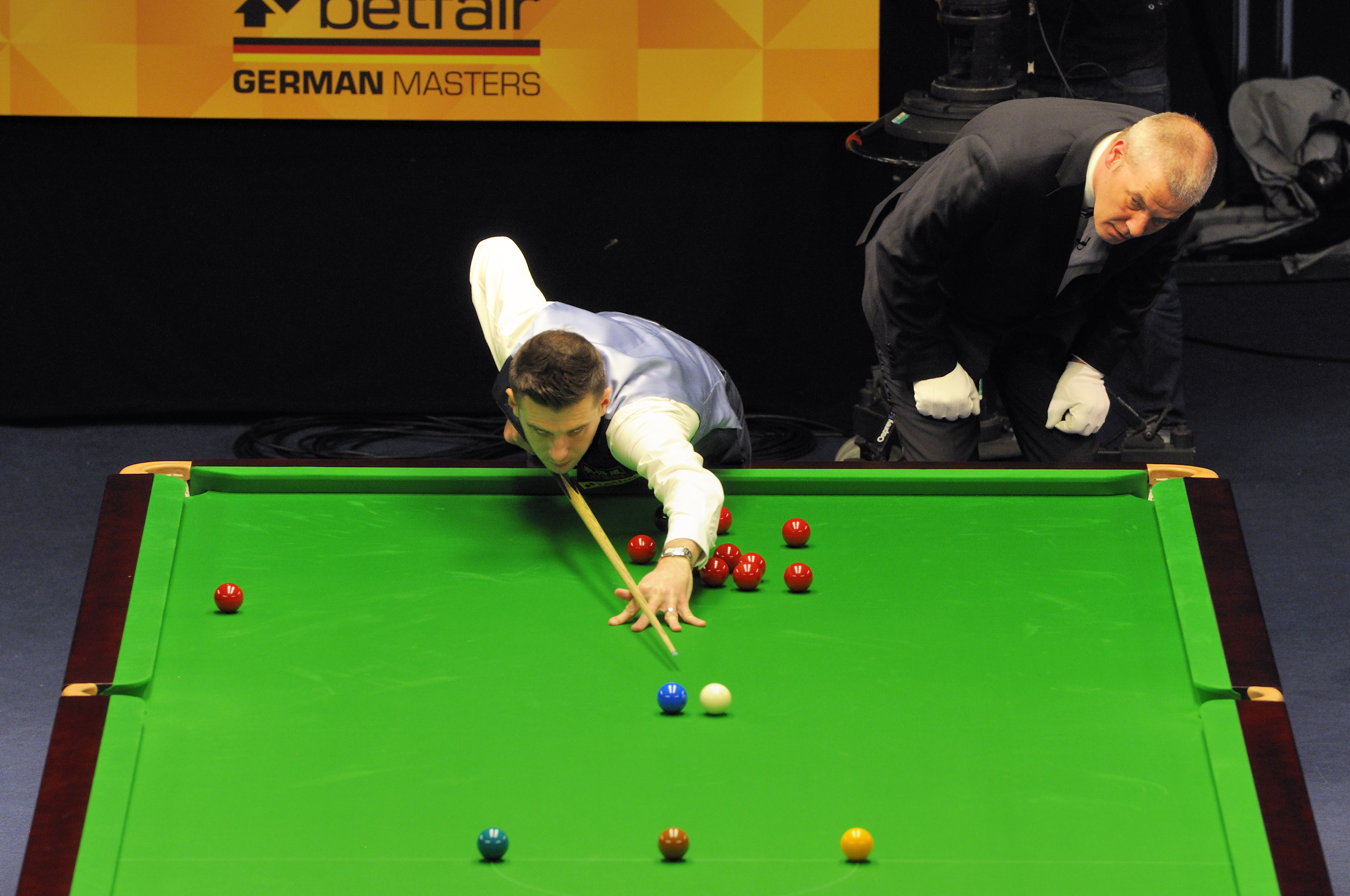
Spielsituation während eines Snooker-Turniers

Beim Snooker hat der Schiedsrichter am Tisch eine sehr aktive Rolle. Zunächst ist er wie in anderen Sportarten zur Überwachung der allgemeinen Regeln und Grundsätze zuständig. Des Weiteren macht er beim Beginn eines Frames sowie während des Spieles die verbalen Ansagen wie namentlich wer beginnt, zählt die laufenden Punkte und Breaks, prüft und erklärt Touching Ball, erteilt und sagt Fouls und eventuelles Miss an sowie sorgt beim Spiel vor Publikum bei Turnieren für eine insgesamt ungestörte Atmosphäre. Den Spielern darf er keine Hinweise zum vorgeschriebenen Spielverlauf geben, also z. B. welcher Ball on oder wann genau der Frameball erreicht ist. Spielern mit Farbenfehlsichtigkeit darf er aber auf Nachfrage angeben, welche Farbe ein spezieller Ball hat. Während des Spieles und vor allem beim Stoß überwacht er insbesondere die zwingend vorgeschriebene Berührung des Bodens (Fußspitze genügt) durch den Spieler, achtet auf eventuelle Kleiderfouls sowie die korrekte Ausführung des Stoßes insgesamt, wie Treffen des Ball on oder nur das Fallen der „richtigen“ Bälle.
Im laufenden Break setzt er, solange noch rote Bälle auf dem Tisch liegen, die gefallenen Farben nach einem korrekten Stoß oder auch nach einem Foul wieder auf den entsprechenden Spot auf und hält die je nach Spielverlauf häufig genutzten Taschen durch Umschichten der Bälle in andere Pockets frei. Entscheidet der Schiedsrichter nach einem Foul zudem, ein Miss zu geben, stellt er auf Wunsch des gefoulten Spielers die vorhergegangene Tischsituation wieder so genau wie möglich her, um den Foulenden den gleichen Stoß wiederholen zu lassen. Zudem muss er bei einem Foul überprüfen, ob der gefoulte Spieler nun gesnookert ist, und zusätzlich einen Freeball vergeben, um damit Erlangung von Vorteilen durch eventuelle absichtliche Fouls zu verhindern.
Die durch ständiges Einkreiden der Queuespitzen auftretenden Verunreinigungen an den Kugeln werden vom Schiedsrichter mittels der getragenen weißen Baumwollhandschuhe nach Aufforderung durch die Spieler regelmäßig gereinigt. Nur in Ausnahmefällen, zum Beispiel wenn ein Ball vom Tisch auf den Boden fällt, kann und muss er auch unaufgefordert den Ball prüfen und reinigen. Beim Spiel mit den Hilfsqueues wirkt der Schiedsrichter unterstützend mit: Das kleine einfache Rest wird dem Spieler, nachdem er es selbst vom Tisch aufgehoben hat, abgenommen und in die entsprechende Halterung an Kopf- oder Fußbande wieder eingehängt. Ausnahme: Das Wiederaufsetzen farbiger Bälle auf den Spot geht vor, so dass der Spieler in dem Fall selbst das Hilfsqueue ablegen muss. Die größeren Hilfsqueues inkl. Teleskopverlängerungen holt der Schiedsrichter selbst aus den Halterungen, legt sie dem Spieler auf den Tisch und ordnet sie nach Gebrauch auch wieder in die entsprechenden Aufbewahrungen am Tisch ein.
Der Schiedsrichter sagt bei den farbigen Bällen die Punktzahl erst an, nachdem er den Ball korrekt wieder auf den Spot aufgelegt hat, und gibt damit das Spiel wieder frei.

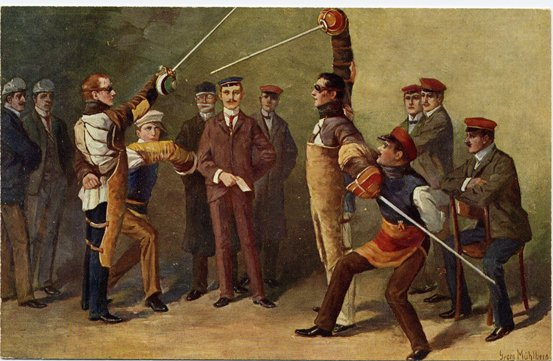
Auf die Mensur!

### Studentisches Fechten
Beim Studentischen Fechten heißt der „Schiedsrichter“ Unparteiischer und wird von einer Studentenverbindung gestellt, die zwar selbst schlagend und im selben Waffenring, aber ansonsten nicht an der betreffenden Partie beteiligt ist. Der Unparteiische ist meist ein mensurerfahrener älterer Bursche, der zumeist wenigstens eine genügende Burschenpartie geschlagen haben muss. Zu Beginn einer Partie überprüft der Unparteiische für gewöhnlich den Schliff der Klingen und kontrolliert (oft auch nach Rücksprache mit dem Paukarzt), ob die Bandagen der Paukanten richtig sitzen. Er greift in den Verlauf der Partie nur in Ausnahmefällen von selbst ein. Vor dem ersten Kommando durch einen der Sekundanten gebietet der Unparteiische ein Silentium und übergibt das Wort für den Verlauf der Partie an einen der Sekundanten. Nach dem Ehrengang oder der Abfuhr erklärt der Unparteiische die Mensur für beendet. Der Unparteiische greift während der Partie nur auf Anfrage eines der Sekundanten oder Testanten ein, wenn er nach der Beurteilung gefragt wird, ob ein Hieb incommentgemäß geschlagen wurde oder andere Regelverstöße angefragt werden.

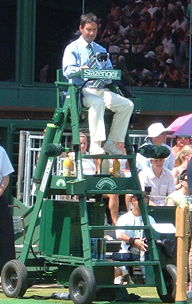
Tennis – Stuhlschiedsrichter

### Tennis
Die einzelnen Matches werden vom Stuhlschiedsrichter geleitet, der von einem erhöhten Stuhl am Netz einen guten Überblick über das Spiel hat. Ihm gegenüber ist der Netzrichter positioniert, der größtenteils durch ein elektronisches System ersetzt wurde. Weitere Assistenten sind die Linienrichter an der Peripherie des Spielfeldes. Durch den Einsatz des Hawk-Eye verlieren sie zunehmend an Bedeutung. Früher wurden auch noch zwei Fußfehlerrichter eingesetzt, deren Aufgaben ebenfalls durch das Hawk-Eye ersetzt wurden. Der Oberschiedsrichter wird bei rechtlichen Fragen zu den Spielregeln hinzugezogen, darf aber nicht über Tatsachen entscheiden. Er ist auch für eine Spielunterbrechung oder Disqualifikation eines Spielers zuständig.

### Tischtennis
Dem Schiedsrichter einer Partie gegenüber sitzt der Schiedsrichter-Assistent, der unter anderem das Geschehen auf seiner Seite überwacht. Gegebenenfalls wird noch ein zusätzlicher Offizieller als Schlagzähler benötigt, der die Schläge des rückschlagenden Spielers oder Paares zählt, wenn die Wechselmethode angewendet wird.

### Volleyball

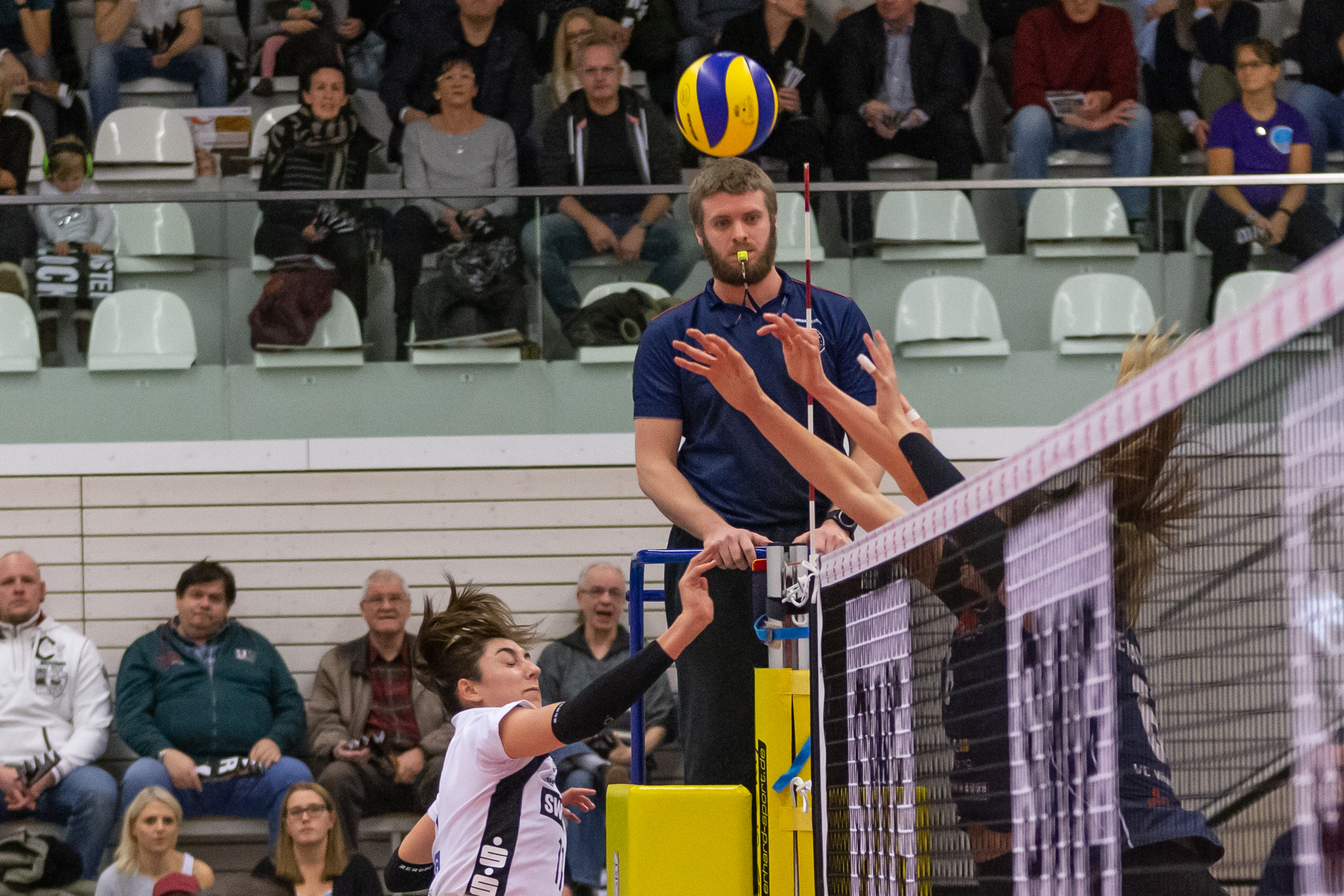
Erster Schiedsrichter beim Volleyballspiel

Beim Volleyball setzt sich das Schiedsgericht aus zwei Schiedsrichtern (plus zwei beziehungsweise vier Linienrichtern und dem übrigen Wettkampfgericht) zusammen. Der erste Schiedsrichter steht erhöht an einem Ende des Netzes und leitet das Spiel. Er wird unterstützt durch den zweiten Schiedsrichter am anderen Netzende. Während der erste Schiedsrichter vorwiegend über allgemeine und technische Dinge entscheidet, hat der zweite Schiedsrichter die Aufstellung der annehmenden Mannschaft zu kontrollieren sowie das Netz und den Bereich darunter zu beobachten und eventuelle Aufstellungsfehler, Netzberührungen und ein Übertreten durch Pfiff anzuzeigen.

## Ähnliche Funktionen in weiteren Sportarten
- Kampfrichter
- Leistungsrichter
- Wertungsrichter